# 라이노세로스 3D
라이노세로스(Rhinoceros) 또는 라이노(Rhino), 라이노3D(Rhino3D)는 1980년에 설립된 사원주주회사 로버트 맥닐 앤드 어소시어츠(Robert McNeel & Associates)가 개발한 상용 3차원 컴퓨터 그래픽스 및 컴퓨터 지원 설계(CAD) 응용 소프트웨어이다. 라이노세로스 지오메트리는 NURBS 수학 모델에 기반을 두며, 컴퓨터 그래픽스에서 커브, 프리폼 서피스를 수학적으로 정교하게 표현하는 것에 초점을 두고 있다. (NURBS보다는 폴리곤 메시 + 진보된 SubD가 보다 자유로운 곡면 디자인과 정밀도를 가지고 있다. 라이노 보다 전문적인 NURBS+SubD 디자인 캐드도 많다.)
라이노세로스는 건축, 산업 디자인(예: 자동차 설계, 조선 설계), 제품 디자인(예: 보석류 디자인), 멀티미디어와 그래픽 디자인 분야에서 컴퓨터 지원 설계(CAD), 컴퓨터 지원 제조(CAM), 래피드 프로토타이핑, 3차원 인쇄, 리버스 엔지니어링 공정에 사용된다.
라이노세로스는 마이크로소프트 윈도우 운영 체제와 OS X용으로 개발된다. 라이노를 위한 시각 스크립트 언어 추가 기능의 하나인 그래스호퍼는 로버트 맥닐 앤드 어소시어츠가 개발하고 있다.

## 같이 보기
- V-레이
- 3차원 모델링 소프트웨어 목록